# Manfred Eigen
Manfred Eigen (Bochum; 9 de mayo de 1927-Gotinga, 6 de febrero de 2019) fue un físico y químico alemán galardonado con el Premio Nobel de Química en 1967.

## Biografía
Nació en la ciudad de Bochum, situada en el estado alemán de Renania del Norte-Westfalia. En 1945 inició sus estudios de física y química en la Universidad de Gotinga, donde se doctoró en 1951. Fue miembro de la Academia de Ciencias Francesa.

## Investigación científica
El 1953 ingresó en el Instituto Max Planck e inició sus trabajos de cinética química, desarrollando su método del salto de temperatura para alterar los equilibrios químicos, y que consiste en un rápido calentamiento de la muestra mediante la descarga de un condensador.
En 1967 fue galardonado, junto con los ingleses Ronald Wreyford Norrish y George Porter, con el Premio Nobel de Química por sus investigaciones sobre las reacciones químicas rápidas, causadas por destrucción del equilibrio químico provocado por un rápido impulso energético.
Además, el nombre de Eigen es unido con la teoría del hiperciclo químico, el acoplamiento cíclico de ciclos de reacción como una explicación de la autoorganización de sistemas prebióticos, que él describió con Peter Schuster en 1977. Eigen era miembro del Consejo de los Patrocinadores del Boletín de los Científicos Atómicos.

## Doctorados honorarios
Recibió 15 doctorados honoris causa.
- Profesor honorario de la Universidad Técnica de Braunschweig (1965)[7]
- Doctorado honorario de la Universidad de Harvard (1966)
- Doctorado honorario de la Universidad de Washington en St. Louis (1966)[7]
- Doctorado honorario de la Universidad de Chicago (1966)
- Doctorado honoris causa por la Universidad de Nottingham (1968)
- Profesor honorario de la Universidad de Göttingen (1971)
- Doctorado honorario de la Universidad Hebrea de Jerusalén (1973)
- Doctorado honorario de la Universidad de Hull (1976)
- Doctorado honoris causa por la Universidad de Bristol (1978)
- Doctorado honoris causa por la Universidad de Debrecen (1982)
- Doctorado honorario de la Universidad de Cambridge (1982)
- Doctorado honorario de la Universidad Técnica de Munich (1983)
- Doctorado honorario de la Universidad de Bielefeld (1985)
- Doctorado honorario de la Universidad Estatal de Utah (1990)
- Doctorado honoris causa por la Universidad de Alicante (1990)
- Doctorado honoris causa por la Universidad de Coimbra , Portugal (2007)[7]
- Título honorario, Instituto de Investigación Scripps (2011)